# 미쿠구

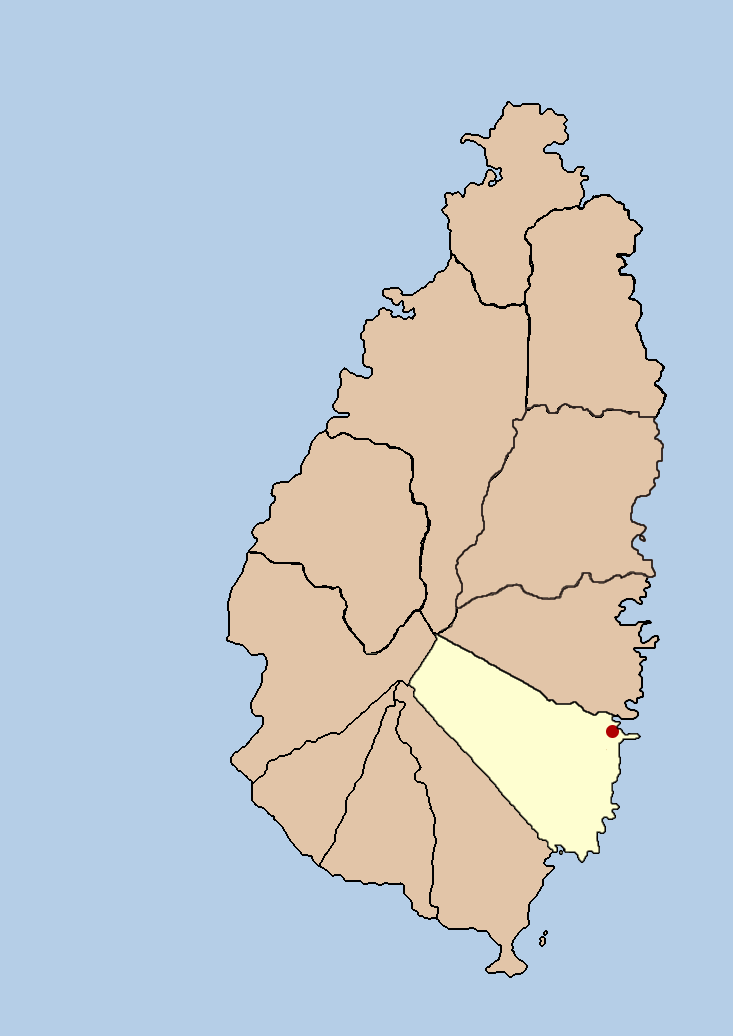
미쿠 구의 위치

미쿠구(영어: Micoud Quarter)는 세인트루시아 남동부에 위치한 구로 면적은 78km2, 인구는 16,143명(2001년 기준)이다.